# Метод самосогласованного поля
Теория среднего поля или теория самосогласованного поля — подход к изучению поведения больших и сложных стохастических систем в физике и теории вероятностей через исследование простых моделей. Такие модели рассматривают многочисленные малые компоненты, которые взаимодействуют между собой. Влияние других индивидуальных компонент на заданный объект аппроксимируется усреднённым эффектом, благодаря чему задача многих тел сводится к одночастичной задаче.
Идея впервые сложилась в физике в работах Пьера Кюри и Пьера Вейсса, что описывали фазовый переход. Аналогичные подходы нашли применение в моделях эпидемий, теории очередей, в анализе компьютерных сетей и теории игр.
Задачу многих тел с учётом взаимодействия между ними решить трудно, кроме самых простых случаев (теория случайных полей, одномерная модель Изинга). Поэтому систему N тел заменяют одночастичной задачей с хорошо подобранным внешним потенциалом, который заменяет действие всех других частиц на выбранное. Большую сложность имеет (например, при вычислении функции распределения в статистической механике) учёт перестановок при вычислении взаимодействия в гамильтониане при суммировании по всем состояниям. Цель теории среднего поля обойти комбинаторный подход. В различных областях науки теория среднего поля известна под своими собственными названиями, среди которых приближения Брэгга — Вильямса, модель решётки Бете, теория Ландау, приближение Пьера Вейсса, теория растворов Флори — Гаггинза или теория Схейтьенса — Флера.
Основная идея теории среднего поля — заменить все действия на выбранное тело усреднённым или эффективным взаимодействием, которое иногда называют молекулярным полем. Это сводит любую задачу многих тел к эффективной одночастичной задаче. Лёгкость решения задачи теории среднего поля означает получение определённого знания о поведении системы со сравнительно небольшими затратами.
В классической теории поля, функцию Гамильтона можно разложить в ряд, используя в качестве параметра разложения величину флуктуаций вблизи среднего поля. Среднее поле можно тогда рассматривать как нулевой порядок этого разложения. Это означает, что теория среднего поля не содержит никаких флуктуаций, но это соответствует тому, что взаимодействия заменяются на среднее поле. Довольно часто при изучении флуктуаций теория среднего поля является стартовой площадкой для исследования флуктуаций первого или второго порядка.
В общем определение того, насколько приближение среднего поля будет работать для конкретной задачи сильно зависит от размерности. В теории среднего поля многочисленные взаимодействия заменяются одним эффективным действием. Тогда, естественно, если поле или частица в начальной системе имеет много партнёров взаимодействия, то теория среднего поля будет эффективной. Это справедливо для высоких размерностей, там где функция Гамильтона включает в себя силы с большим радиусом действия или когда частицы протяжённые (например, полимеры). Критерий Гинзбурга является формальным выражением того, как флуктуации делают приближение среднего поля плохим, часто в зависимости от пространственной размерности системы.
Тогда как теория среднего поля сложилась в статистической механике, она нашла применение и в других областях, например, интерференции, теории графов, нейронауке и при изучении искусственного интеллекта.

## Формальный подход
В основе формального подхода к теории среднего поля лежит неравенство Боголюбова. Она утверждает, что свободная энергия системы с функцией Гамильтона
{\displaystyle {\mathcal {H}}={\mathcal {H}}_{0}+\Delta {\mathcal {H}}}
имеет верхнюю границу
{\displaystyle F\leq F_{0}\ {\stackrel {\mathrm {def} }{=}}\ \langle {\mathcal {H}}\rangle _{0}-TS_{0}}
где {\displaystyle S_{0}} — энтропия, а усреднение проводится по равновесному ансамблю системы с функцией Гамильтона {\displaystyle {\mathcal {H}}_{0}}. В специальном случае, когда основная функция Гамильтона описывает систему без взаимодействия, а потому её можно записать как
{\displaystyle {\mathcal {H}}_{0}=\sum _{i=1}^{N}h_{i}\left(\xi _{i}\right)}
где {\displaystyle \left(\xi _{i}\right)} — сокращение для обозначения степени свободы отдельных составляющих статистической системы (атомов, спинов и т. д.), можно рассматривать уточнения верхнего предела минимизируя правостороннюю часть неравенства. Минимизация основной системы является тогда лучшим приближением к заданной. Она известна как приближения среднего поля .
Чаще всего функция Гамильтона системы, которую нужно исследовать, содержит только парные взаимодействия, то есть
{\displaystyle {\mathcal {H}}=\sum _{(i,j)\in {\mathcal {P}}}V_{i,j}\left(\xi _{i},\xi _{j}\right)}
где {\displaystyle {\mathcal {P}}} — набор парных взаимодействий. Тогда процедуру минимизации можно провести формально. Определяется {\displaystyle {\rm {Tr}}_{i}f(\xi _{i})} как обобщенная сумма наблюдаемых {\displaystyle f} по степеням свободы одной компоненты (сумма для дискретных величин, интеграл для непрерывных). Свободная энергия задается приближенно как
| {\displaystyle F_{0}=\,\!} | {\displaystyle {\rm {Tr}}_{1,2,..,N}{\mathcal {H}}(\xi _{1},\xi _{2},...,\xi _{N})P_{0}^{(N)}(\xi _{1},\xi _{2},...,\xi _{N})}        |
|                            | {\displaystyle +kT\,{\rm {Tr}}_{1,2,..,N}P_{0}^{(N)}(\xi _{1},\xi _{2},...,\xi _{N})\log P_{0}^{(N)}(\xi _{1},\xi _{2},...,\xi _{N})} |
где {\displaystyle P_{0}^{(N)}(\xi _{1},\xi _{2},...,\xi _{N})} — вероятность найти основную систему в состоянии с переменными {\displaystyle (\xi _{1},\xi _{2},...,\xi _{N})}. Эта вероятность задается нормализованным больцмановским фактором
{\displaystyle {\begin{aligned}P_{0}^{(N)}(\xi _{1},\xi _{2},...,\xi _{N})&{}={\frac {1}{Z_{0}^{(N)}}}e^{-\beta {\mathcal {H}}_{0}(\xi _{1},\xi _{2},...,\xi _{N})}\\&{}=\prod _{i=1}^{N}{\frac {1}{Z_{0}}}e^{-\beta h_{i}\left(\xi _{i}\right)}\ {\stackrel {\mathrm {def} }{=}}\ \prod _{i=1}^{N}P_{0}^{(i)}(\xi _{i})\end{aligned}}}
где {\displaystyle Z_{0}} — статистическая сумма. тогда
{\displaystyle {\begin{aligned}F_{0}=&{}\sum _{(i,j)\in {\mathcal {P}}}{\rm {Tr}}_{i,j}V_{i,j}\left(\xi _{i},\xi _{j}\right)P_{0}^{(i)}(\xi _{i})P_{0}^{(j)}(\xi _{j})\\&{}+kT\sum _{i=1}^{N}{\rm {Tr}}_{i}P_{0}^{(i)}(\xi _{i})\log P_{0}^{(i)}(\xi _{i}).\end{aligned}}}
Для минимизации берется производная по вероятности одной степени свободы {\displaystyle P_{0}^{(i)}}, Используя неопределенные множители Лагранжа для нормирования. Конечный результат — система самосогласованных уравнений
{\displaystyle P_{0}^{(i)}(\xi _{i})={\frac {1}{Z_{0}}}e^{-\beta h_{i}^{MF}(\xi _{i})}\qquad i=1,2,..,N}
где среднее поле задается как
{\displaystyle h_{i}^{MF}(\xi _{i})=\sum _{\{j|(i,j)\in {\mathcal {P}}\}}{\rm {Tr}}_{j}V_{i,j}\left(\xi _{i},\xi _{j}\right)P_{0}^{(j)}(\xi _{j}).}

## Применение
Теорию среднего поля можно применять для ряда физических систем, изучая, например, фазовые переходы.

### Модель Изинга
Пусть модель Изинга определена на d-мерной решетке. Гамильтониан задается как
{\displaystyle H=-J\sum _{\langle i,j\rangle }s_{i}s_{j}-h\sum _{i}s_{i}},
где {\displaystyle \sum _{\langle i,j\rangle }} обозначает сумму по парам ближайших соседей {\displaystyle \langle i,j\rangle }, {\displaystyle s_{i}=\pm 1}
а {\displaystyle s_{j}} суть спины ближайших соседей.
Вводя флуктуационные отклонения от среднего значения {\displaystyle m_{i}\equiv \langle s_{i}\rangle }, гамильтониан можно переписать
{\displaystyle H=-J\sum _{\langle i,j\rangle }(m_{i}+\delta s_{i})(m_{j}+\delta s_{j})-h\sum _{i}s_{i}}
где флуктуации спина обозначено {\displaystyle \delta s_{i}\equiv s_{i}-m_{i}}.
Раскладывая правую часть, можно получить член, который зависит только от среднего значения спина и не зависит от спиновой конфигурации. Этот член тривиальный, он не влияет на статистические свойства системы. Следующий член содержит произведение среднего значения спина и флуктуации. Наконец, последний член содержит произведения флуктуаций.
Приближение среднего поля заключается в пренебрежении этим членом второго порядка по флуктуациям. Эти флуктуации растут в системах малой размерности, поэтому теория среднего поля работает лучше для систем высокой размерности.
{\displaystyle H\approx H^{MF}\equiv -J\sum _{\langle i,j\rangle }(m_{i}m_{j}+m_{i}\delta s_{j}+m_{j}\delta s_{i})-h\sum _{i}s_{i}}
Слагаемые можно ещё раз перегруппировать. Кроме того, среднее значение каждого из спинов не должно зависеть от узла, поскольку система Изинга трансляционные инвариатна. Поэтому
{\displaystyle H^{MF}=-J\sum _{\langle i,j\rangle }\left(m^{2}+2m(s_{i}-m)\right)-h\sum _{i}s_{i}.}
Суммирование по соседям можно переписать {\displaystyle \sum _{\langle i,j\rangle }={\frac {1}{2}}\sum _{i}\sum _{j\in nn(i)}}, где {\displaystyle nn(i)} — ближайшие соседи {\displaystyle i}, а множитель 1/2 предотвращает учет одного и того же слагаемого дважды, поскольку в образовании каждого связи участвуют два спина. Упрощение дает конечный результат
{\displaystyle H^{MF}={\frac {Jm^{2}Nz}{2}}-\underbrace {(h+mJz)} _{h^{\mathrm {eff} }}\sum _{i}s_{i}}
где {\displaystyle z} — координационное число. На это время, гамильтониан Изинга разбит на сумму одночастинкових гамильтониана с эффективным средним полем {\displaystyle h^{\mathrm {eff} }=h+Jzm}, и среднего поля, которое возникает благодаря соседним спинам. Стоит заметить, что это среднее поле напрямую зависит от числа ближайших соседей, а потому от размерности системы (например, для гиперкубичной решетки размерности {\displaystyle d}, {\displaystyle z=2d}).
Этот гамильтониан подставляют в функцию распределения, и решают эффективную одномерную задачу, получая
{\displaystyle Z=e^{-\beta Jm^{2}Nz/2}\left[2\cosh \left({\frac {h+mJz}{k_{B}T}}\right)\right]^{N}}
где {\displaystyle N} — число узлов решетки. Это замкнутое и точное выражение для функции распределения системы. Из него можно получить свободную энергию и узнать критические индексы. В частности, можно получить намагниченность m в зависимости от {\displaystyle h^{\mathrm {eff} }}.
Так получено два уравнения, задающие соотношение между {\displaystyle m} та {\displaystyle h^{\mathrm {eff} }}, что позволяет определить m в зависимости от температуры. Следствием этого является следующее:
- для температур, превышающих определённого значения {\displaystyle T_{c}}, единственным решением является {\displaystyle m=0}. Система является парамагнетиком.
- для {\displaystyle T<T_{c}} существует два ненулевых решения: {\displaystyle m=\pm m_{0}}. Система является ферромагнетиком.

{\displaystyle T_{c}} находится из соотношения: {\displaystyle T_{c}={\frac {Jz}{k_{B}}}}.
Этим показано, что теория среднего поля может описать фазовый переход в ферромагнитное состояние.

### Применение к другим системам
Аналогично, теорию среднего поля можно применять к другим гамильтонианам:
- При изучении фазового перехода металл-сверхпроводник. В этом случае, аналогом намагничивания является сверхпроводящая щель {\displaystyle \Delta }.
- Для молекулярного поля жидкого кристалла, которое возникает, когда лапласиан поля директора не равный нулю.
- Для определения оптимальной упаковки боковых цепочек аминокислот для заданной третичной структуры при прогнозе строения белков.

## Обобщение для зависимых от времени средних полей
В теории среднего поля, оно возникает для отдельного узла как скалярное или векторное, но не зависит от времени. Однако, это необязательно: в варианте теории, который называют динамической теории среднего поля, среднее поле зависит от времени. Например, динамическую теорию можно применить к модели Хаббарда, изучая переход металл — диэлектрик Мотта.